# Bahnhof Wilsdruff
Der Bahnhof Wilsdruff war eine Betriebsstelle der Schmalspurbahn Freital-Potschappel–Nossen und der hier abzweigenden Schmalspurbahn Wilsdruff–Gärtitz auf dem Gemeindegebiet der Stadt Wilsdruff in Sachsen. Der Bahnhof Wilsdruff war betrieblicher Mittelpunkt mehrerer miteinander verknüpfter Schmalspurbahnen, die insbesondere unter Eisenbahnfreunden als „Wilsdruffer Netz“ bekannt geworden sind. Bis zur Auflassung im Jahr 1973 war Wilsdruff nach Mügeln (b Oschatz) der zweitgrößte Bahnhof der Sächsischen Schmalspurbahnen.
Das frühere Bahnbetriebswerk wird heute museal durch die IG Verkehrsgeschichte Wilsdruff e. V. nachgenutzt.

## Geschichte

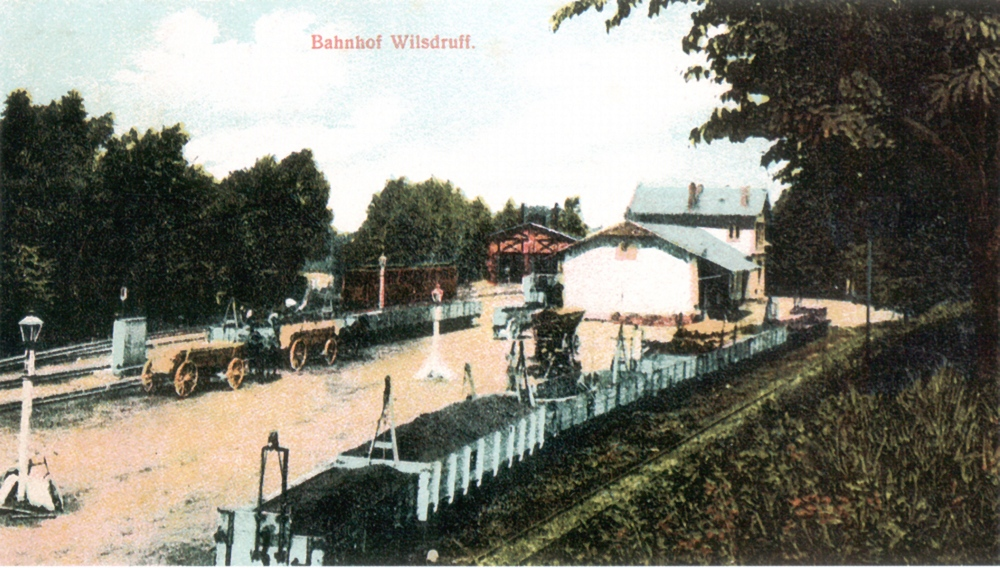
Bahnhof Wilsdruff zur Eröffnung des Bahnbetriebes

Am 1. Oktober 1886 eröffneten die Königlich Sächsischen Staatseisenbahnen die Strecke Potschappel – Wilsdruff und 1899 deren Verlängerung bis Nossen. Zu dieser Zeit besaß der Bahnhof Wilsdruff drei Durchfahrtsgleise, ein kleines Empfangsgebäude, das in der Mitte zweistöckig und an den Seiten einstöckig war, einen zweigleisigen Lokschuppen mit zwei Ständen, einige Nebengebäude und einen Gleisanschluss zu der Straße von Tharandt nach Meißen sowie an einige landwirtschaftliche Kunden auf der anderen Seite des Bahnhofes. Das Empfangsgebäude entsprach in seinen Grundzügen einem bei den Königlich Sächsischen Staatseisenbahnen üblichen Bau. Gleichartige Bauten befinden sich in Geyer und Oberrittersgrün sowie spiegelbildlich in Reichenau. Schon seit 1863 hatte man in Wilsdruff um den Anschluss an das Staatsbahnnetz gekämpft. Dazu war anfangs eine Normalspurbahn angedacht, da die rechtlichen Grundlagen für den Bau und Betrieb von Schmalspurbahnen für den öffentlichen Verkehr im Deutschen Reich erst 1879 beschlossen wurden.

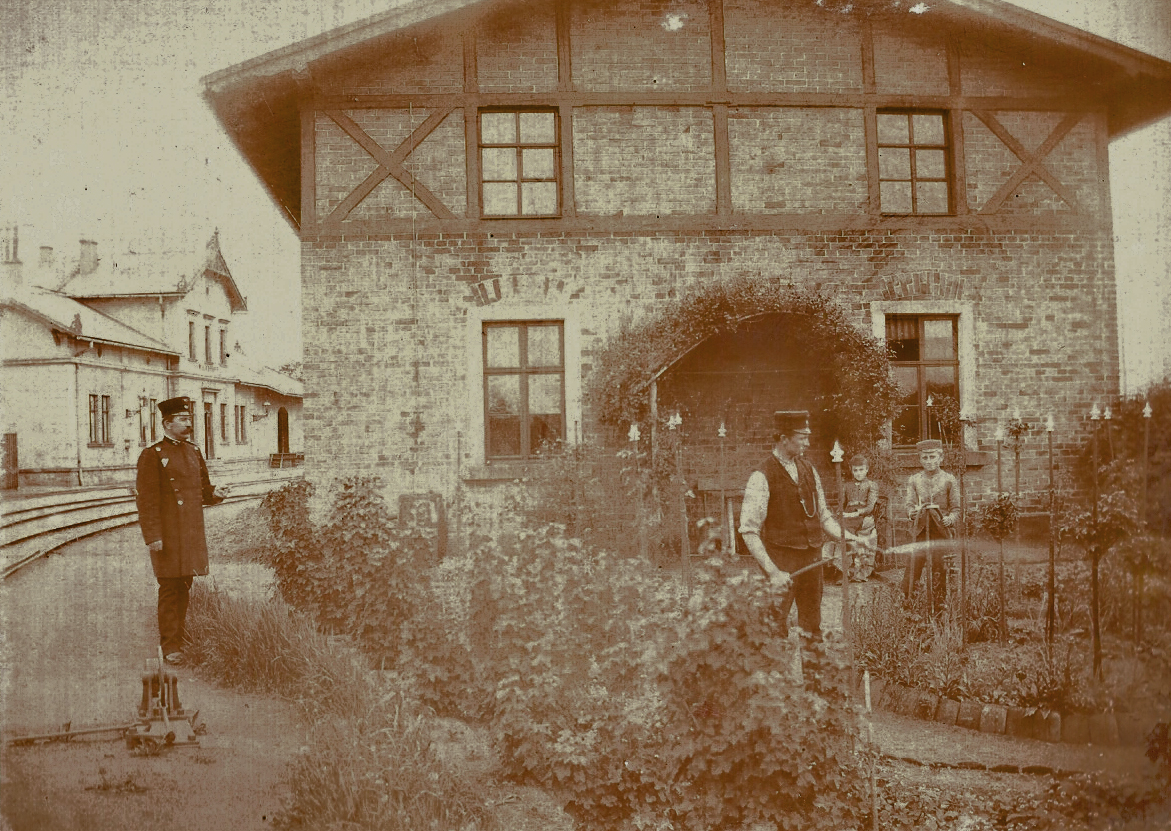
Garten des Bahnverwalters am Heizhaus um 1890

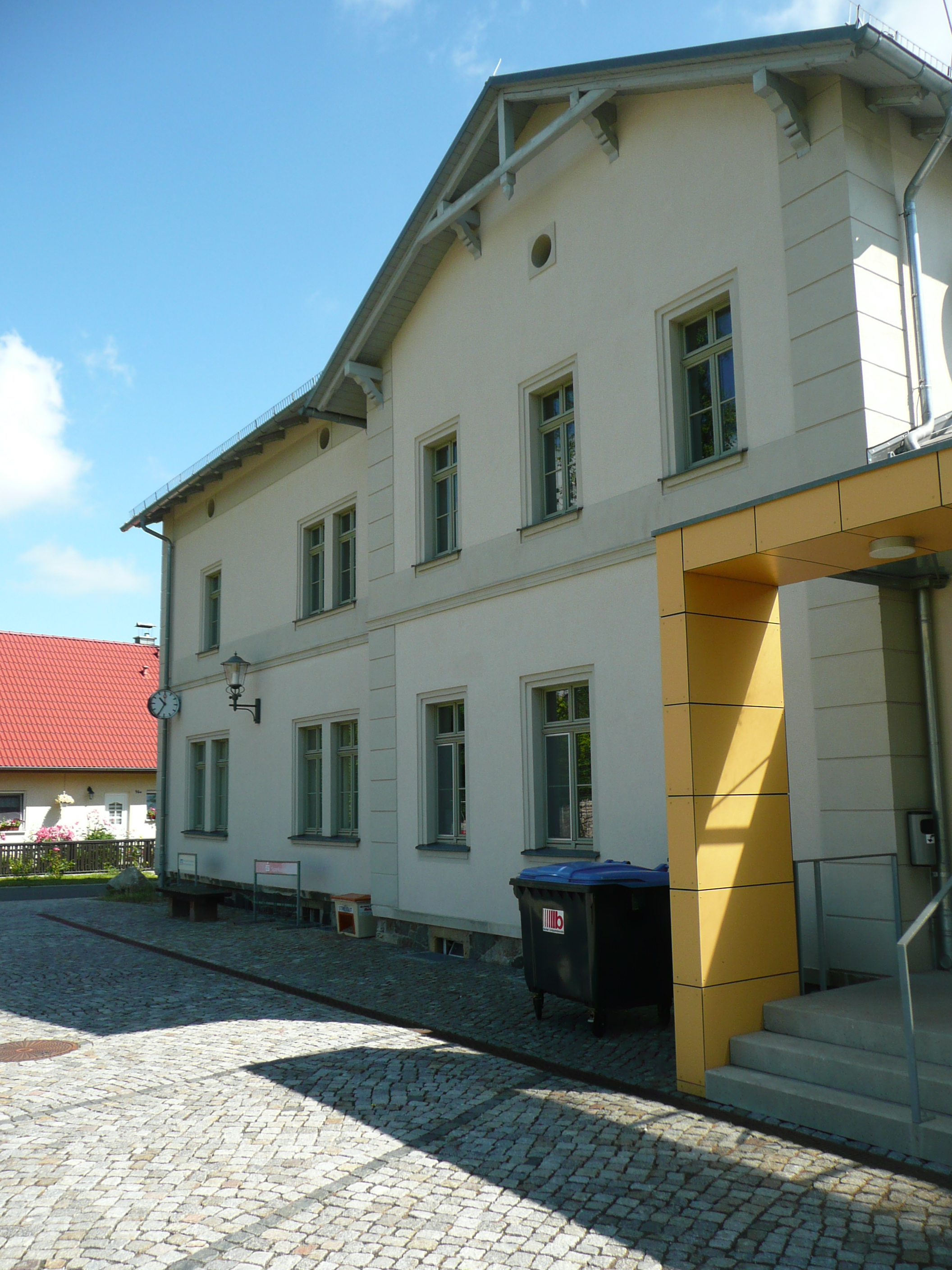
Empfangsgebäude (2015)

Mit der Eröffnung der schmalspurigen Strecke nach Nossen im Jahr 1899 hatte der Bahnhof seine Kapazitätsgrenze erreicht. Mit der geplanten Eröffnung der Strecke nach Meißen machte sich gleichzeitig die Planung einer Vergrößerung des Bahnhofes erforderlich. Ursprüngliche Planungen sahen die Errichtung eines neuen Bahnhofes an der Stelle des heutigen Haltepunktes Wilsdruff vor. Dieser Bahnhof sollte als Kopfbahnhof für die Schmalspurbahn (Freital-)Potschappel–Nossen und als Durchgangsbahnhof für die Verbindung von Potschappel nach Meißen gestaltet werden. An der späteren Gabelstelle Saubachtal war ein Gleisdreieck für die Abschwenkung Richtung Nossen vorgesehen. Aus Kostengründen wurde diese Idee verworfen und lediglich der Ausbau der bestehenden Anlage beschlossen.
1908/1909 wurde das Bahnhofsgelände vollständig umgebaut. Das Bahnhofsgebäude erhielt durchgängig zwei Stockwerke und der angebaute Güterschuppen wurde auf die doppelte Größe erweitert. Zudem wurde die Anzahl der durchgehenden Gleise von drei auf sieben erweitert. Der kleine Lokschuppen wurde abgetragen. Ein neuer Schuppen wurde im südwestlichen Bereich des Bahnhofes gebaut. Außer der Lademöglichkeit zur Straße von Tharandt nach Meißen bekam der Bahnhof eine Abstellanlage, bestehend aus fünf Gleisen an der südlichen Bahnhofseinfahrt. Das Ladegleis vor dieser Straße, das umgangssprachlich als Amerikagleis bezeichnet war, wurde bis zu der Einfahrt zur Straße verlängert. Da der Platz sehr beengt war, musste dieses Gleis über eine Drehscheibe bedient werden.
Der Abzweig der 1909 fertiggestellten Schmalspurbahn Wilsdruff–Gärtitz von der Strecke Potschappel–Nossen befand sich vom Bahnhof Wilsdruff gesehen hinter der Saubachbrücke. Die dort liegende Weiche war die einzige Weiche des Bahnhofes, die fernbedient mit einem Drahtzug stellbar war. Der Bahnhof Wilsdruff hatte damit im Jahr 1909 seine größte Ausdehnung erreicht. Bis zum 1973 einsetzenden Gleisrückbau hat es kaum Veränderungen an der Lage der Gleise gegeben.
Das Hauptaufgabengebiet der Eisenbahn um Wilsdruff war der Güterverkehr, für den bedarfsweise Vorspannlokomotiven zum Einsatz kamen. Der Personenverkehr war ebenfalls bedeutend. So verkaufte die Deutsche Reichsbahn im Jahr 1927 im Bahnhof Kesselsdorf 45.582 Fahrkarten. Großprojekte wie der Bau des Pumpspeicherwerks Niederwartha erforderten große Transportkapazitäten. Die 1930er Jahre brachten nach einer Stagnation einen gewaltigen Aufschwung. Der Bau der Autobahn erforderte abermals gewaltige Lasttransporte und die Bereitstellung von vielen Lokomotiven für diese Aufgaben. Dieser Mehrbedarf an Lokomotiven wurde größtenteils durch den Lokbahnhof Wilsdruff abgefangen und führte zu Überlegungen zum Umbau des Abschnittes Freital-Potschappel–Wilsdruff auf Regelspur. Dazu hätte der Bahnhof Wilsdruff zum Spurwechselbahnhof umgebaut werden müssen. Auf Grund des Beginns des Zweiten Weltkrieges unterblieb die Umspurung.
Nach dem Zweiten Weltkrieg war der Gesamtbetrieb im Wilsdruffer Netz noch sehr hoch, es mussten speziell zur Rübenkampagne große Lasten transportiert werden. Auf der Strecke Wilsdruff–Meißen gelangten zum Beispiel während einer Erntekampagne 45.000 bis 50.000 t Rüben und 15.000 bis 20.000 t andere landwirtschaftliche Produkte zu ihren Empfängern. Dennoch war der Gesamtbetrieb unrentabel und die Gesamtlage der Strecken verschlechterte sich langsam. Es gab Bemühungen, den Gesamtbetrieb durch den Einsatz von Diesellokomotiven (DR-Baureihe V 36.48) effektiver zu gestalten. Deren Entwicklung brach die Deutsche Reichsbahn jedoch 1963 ab. 
Mit der schrittweisen Betriebseinstellung der Schmalspurbahn nach Meißen ab 1966 verlor der Bahnhof Wilsdruff zusehends an Bedeutung. Zum Fahrplanwechsel Ende Mai 1972 stellte die Deutsche Reichsbahn schließlich den Personenverkehr zwischen Freital-Potschappel und Nossen und den Güterverkehr bis auf das Reststück Siebenlehn – Nossen ein. Daraufhin wurden die Gleise des Bahnhofes Wilsdruff Mitte der 1970er Jahre abgebaut.

## Bahnsteige
Zur Betriebseinstellung hatte der Bahnhof Wilsdruff sieben Gleise, von denen vier als Bahnsteiggleise für den Personenverkehr benutzt wurden. Alle Gleise waren direkt vom Empfangsgebäude aus zugänglich.

## Verkehr
Das Kursbuch für den Winterfahrplan 1965/66 gab den Verkehr von zwei Zügen auf der Strecke Wilsdruff – Meißen täglich aus, auf der Schmalspurbahn Freital-Potschappel–Nossen waren zum Jahr 1971 zwischen Freital-Potschappel und Wilsdruff sechs Züge täglich unterwegs, von denen ein Zugpaar bis Nossen durchgebunden war. Weitere zwei Zugpaare verkehrten zwischen Wilsdruff und Nossen.

## Bahnbetriebswerk Wilsdruff

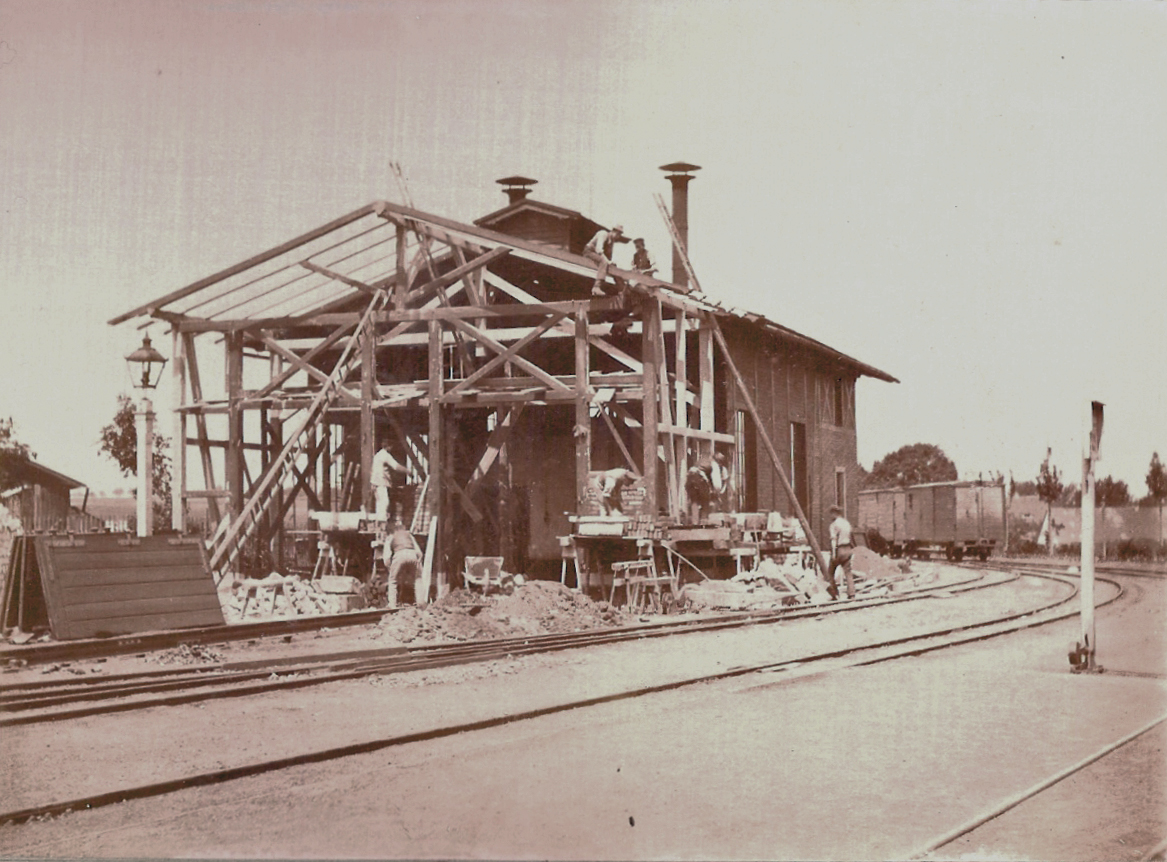
Anbau an das alte Heizhaus um 1894

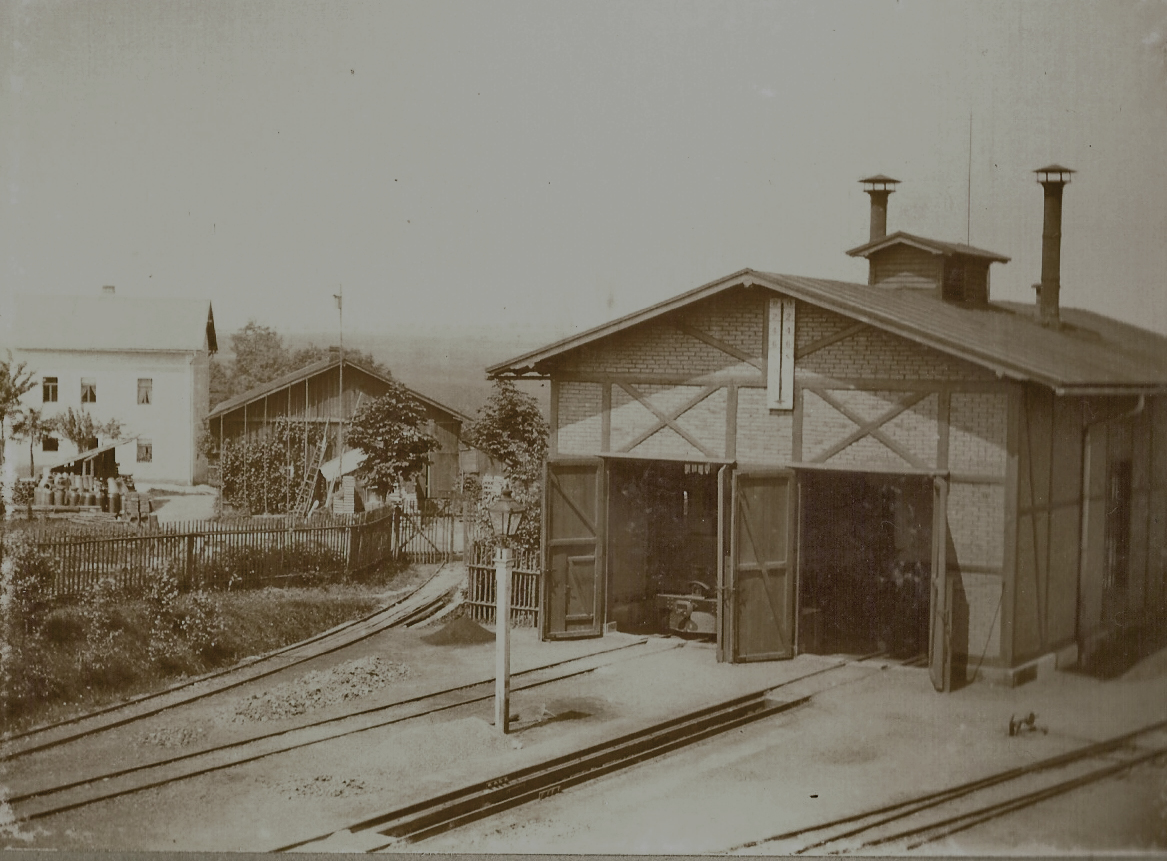
Das erweiterte Heizhaus um 1895

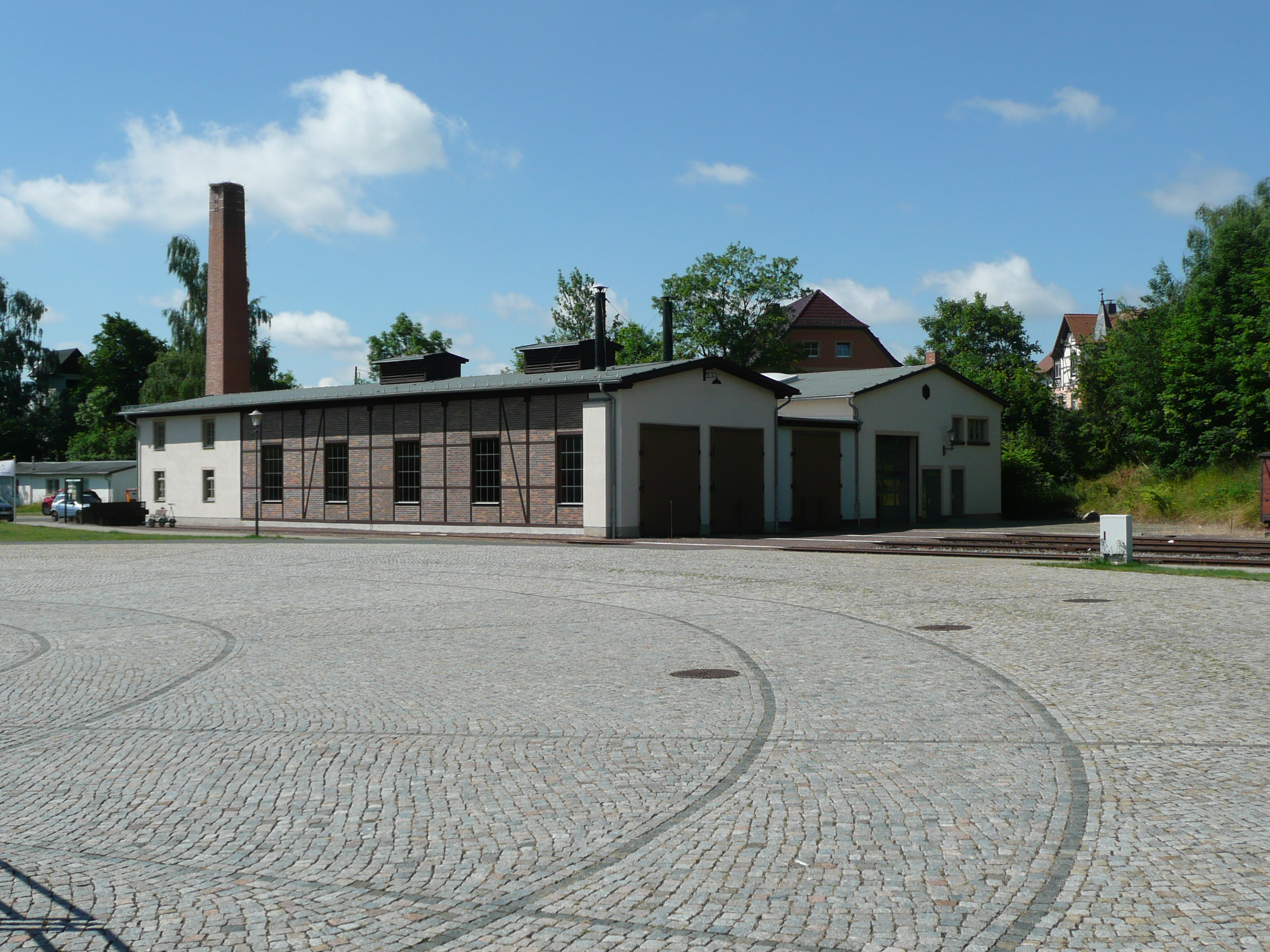
Lokomotivschuppen (2015)

Mit der Umplanung der Bahnhofsanlagen im Zuge der Eröffnung der Schmalspurbahn Wilsdruff–Gärtitz wurde der ursprüngliche zweigleisige kleine Lokschuppen des Bahnhofes abgerissen und an der Stelle des heutigen Bahnbetriebswerkes ein zweigleisiger Lokschuppen mit vier Ständen angelegt. Der neue Lokschuppen hatte damals 90 m2 Werkstattfläche, er wurde 1909 vom Potschappler Baumeister Heger erbaut. In den 1920er Jahren wurde der Lokschuppen verlängert und hatte von da an sechs Stände. Durch den Anbau von zwei weiteren Reparaturgleisen und seine Vergrößerung um 300 m2 erhielt das Gebäude Anfang der 1950er Jahre seine heutige Ausdehnung. Gleichzeitig erhielt es 1953 den Status eines Bahnbetriebswerk. Damals hatte das Werk noch ein Kesselhaus, von dem heute nur noch der Schornstein erhalten ist. Die geplante Einführung des regulären Betriebes mit Diesellokomotiven hätte eine nochmalige Erweiterung gebracht. Es war eine alternative Schaffung eines Diesellok-Bahnbetriebswerkes an der nordöstlichen Bahnhofsausfahrt geplant, wozu es aber nicht kam.
Arbeitsaufgaben des Bahnbetriebswerkes waren die Lokunterhaltung und die Lokerhaltung der Lokomotiven im Wilsdruffer Netz. Zur Betriebseröffnung waren hier zwei Lokomotiven beheimatet, um die Jahrhundertwende 1899/1900 waren zehn Lokomotiven beheimatet, 1935 betrug der Bestand in Wilsdruff elf Maschinen und zur Betriebseinstellung 1972 waren noch acht Lokomotiven beheimatet.
Nach dem Ende der Lokunterhaltung 1972 wurden im Bahnbetriebswerk bis 1996 Zylinderköpfe für Dieselmotoren des Bahnbetriebswerks Dresden aufgearbeitet.

### Beheimatete Lokomotiven

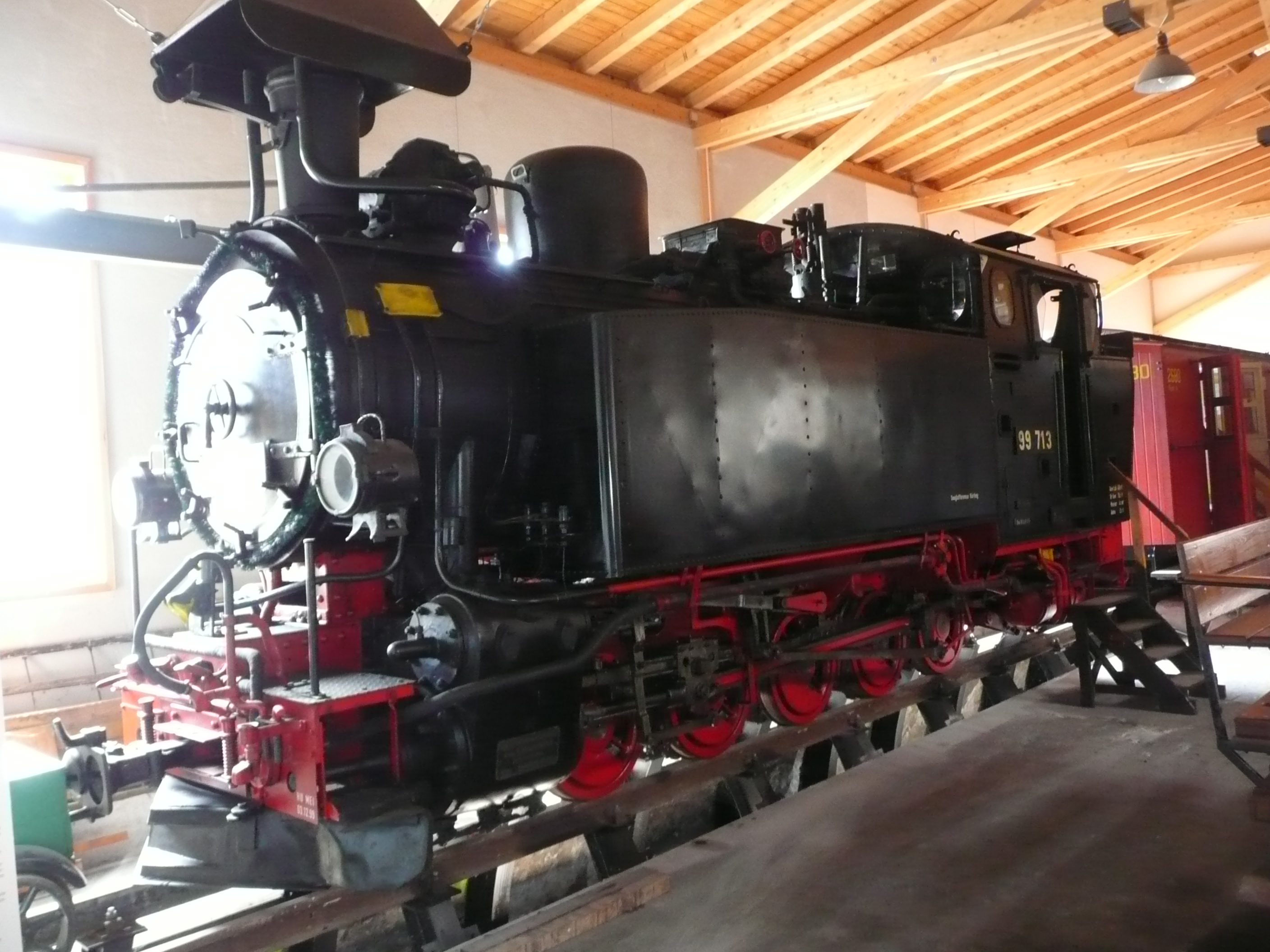
99 713 in der Ausstellung (2015)

Zum Betriebsbeginn startete der Betriebsdienst in Wilsdruff 1886 mit zwei Lokomotiven der späteren Gattung I K. Diese kleinen Lokomotiven genügten bald den Anforderungen des wachsenden Betriebsdienstes nicht mehr, und so wurden sie ab 1894 von den stärkeren Lokomotiven der Gattung IV K abgelöst, die bis zum Ersten Weltkrieg den Gesamtbetrieb im Wilsdruffer Netz übernahmen. Danach genügten auch diese Lokomotiven nicht mehr den Anforderungen. So gelangten ab 1919 die VI K zum Bahnhof Wilsdruff. Diese Lokomotiven hatten gegenüber den Vorgängern eine Verdopplung der Zugkraft aufzuweisen, ebenso war die wirtschaftlichere Arbeitsweise mit Heißdampf von Vorteil. Diese Lokomotiven, von denen Anfang der 1960er sieben Exemplare formal rekonstruiert wurden, waren von da an die Stammlokomotiven in Wilsdruff und waren hier bis zu der Betriebseinstellung 1972 beheimatet.
Vereinzelt gab es zudem Einsätze von Lokomotiven der DR-Baureihe 99.73–76 in Wilsdruff, zu einer dauerhaften Beheimatung im Wilsdruffer Lokschuppen kam es jedoch nicht. Außerdem hat es einen Triebwageneinsatz und Diesellokerprobungen im Wilsdruffer Netz gegeben, diese Fahrzeuge waren aber nicht im Bw Wilsdruff beheimatet.

### Beheimatete Wagen und Nebenfahrzeuge
Zu Betriebsbeginn 1886 bestand der Wagenpark in Wilsdruff aus 13 zweiachsigen Personenwagen, neun gedeckten und 26 offenen Güterwagen. Im Jahr 1896 führten die K.Sächs.Sts.E.B. nach Wilsdruff den Betrieb von Rollböcken ein, ab etwa 1910 kamen dann Rollwagen zum Einsatz. 
Welche Bedeutung das Wilsdruffer Netz hatte, zeigt, dass 1972 zur Betriebseinstellung noch 37 vierachsige Personenwagen, neun vierachsige Gepäckwagen, sechs geschlossene und neun offene Güterwagen, vier Schlackewagen, zwei Schneepflüge und 35 Rollwagen vorhanden waren. 
Ein bekanntes erhaltenes Wilsdruffer Fahrzeug ist der Bahnpostwagen Nr. 2680 aus dem Jahr 1908. In den 1950er Jahren zum Bahndienstwagen umgewidmet und im Wilsdruffer Hilfszug von der Deutschen Reichsbahn weitergenutzt, barg die IG Verkehrsgeschichte Wilsdruff den später als Lagerschuppen verkauften Wagenkasten und ließ ihn aufwendig als Bahnpostwagen restaurieren.
Einige Fahrzeuge der Bahnmeistereien gehörten ebenso zum Bestand des Bahnbetriebswerk Wilsdruff. Zu den bekanntesten zählten einige Motordraisinen der Bauart SIMPLEX, eine auf der Basis des Simson KR 50 entwickelte Motordraisine oder ein SKL, der 1960 auf einem Fahrgestell von 1919 aufgebaut worden war.

## Heutige Nutzung

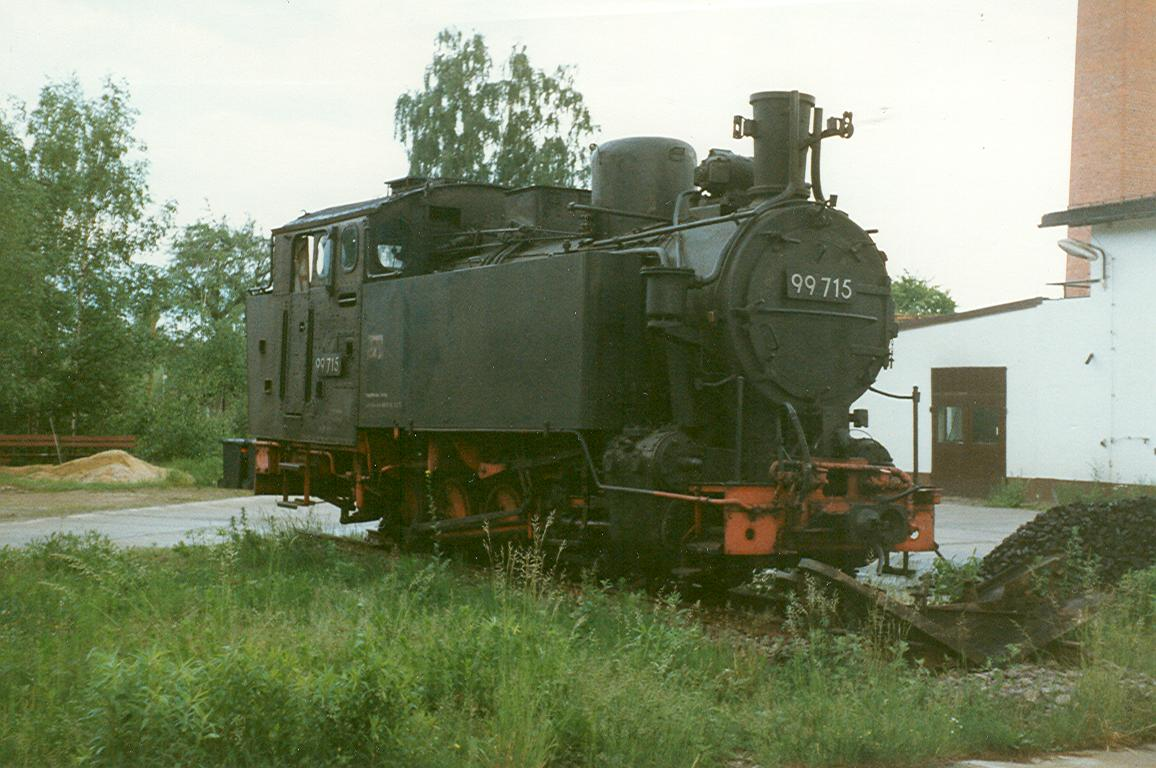
Foto zum Beginn der Umgestaltung des Bahnbetriebswerk Wilsdruff im Jahr 1993

Im Jahr 1984 begann auf dem Gelände des ehemaligen Haltepunkts Wilsdruff Hp der Aufbau einer Museumsanlage. Neben der Sanierung der erhaltenen Infrastruktur im gesamten Wilsdruffer Netz fassten die Mitglieder der IG Verkehrsgeschichte Wilsdruff e. V. die Erhaltung und Nutzung des ehemaligen Empfangsgebäudes und Lokschuppens Wilsdruff ins Auge. 
Im Jahr 1993 gelangte die viele Jahre vor dem Museumszug der Traditionsbahn Radebeul in Radebeul Ost aufgestellte Dampflokomotive 99 715 nach Wilsdruff zurück. Die von einer Gesellschaft bürgerlichen Rechts (GbR) erworbene Lokomotive fand auf einem Gleisjoch vor dem ehemaligen Kesselhaus des Bahnbetriebswerkes Wilsdruff einen temporären Standplatz. Dies zeigte das Potential des Geländes für die Weiternutzung des Lokschuppens als Museum auf. 
Im Jahr 2000 erwarb die Stadt Wilsdruff das Bahnhofsareal. Gemeinsam mit der IG Verkehrsgeschichte Wilsdruff e. V. und dem VSSB wurde eine Ideenskizze zur weiteren Nutzung des Geländes erarbeitet. Daraufhin wurde das ehemalige Empfangsgebäude restauriert, wobei Konferenzräume entstanden. Im Bereich des Lokschuppens wurde der Wiederaufbau von Gleisen als Draisinenstrecke vorgesehen.
Im Jahr 2007 begann die Umgestaltung des Lokschuppens als Eisenbahnmuseum. Heute zeigt sich auf der Fläche von drei Gleisen eine Sammlung von Eisenbahnfahrzeugen und Sachzeugen, die mit dem Eisenbahnbetrieb im Wilsdruffer Netz zu tun hatten. Außerdem wird die Historie der Sächsischen Schmalspurbahnen und des Wilsdruffer Netzes dargestellt.
In unmittelbarer Nähe des Bahnhofes Wilsdruff befindet sich der Saubachtalviadukt, dessen gemauerter Bereich erhalten ist – die Blechkastenbrücke über die Parkstraße wurde hingegen abgetragen.

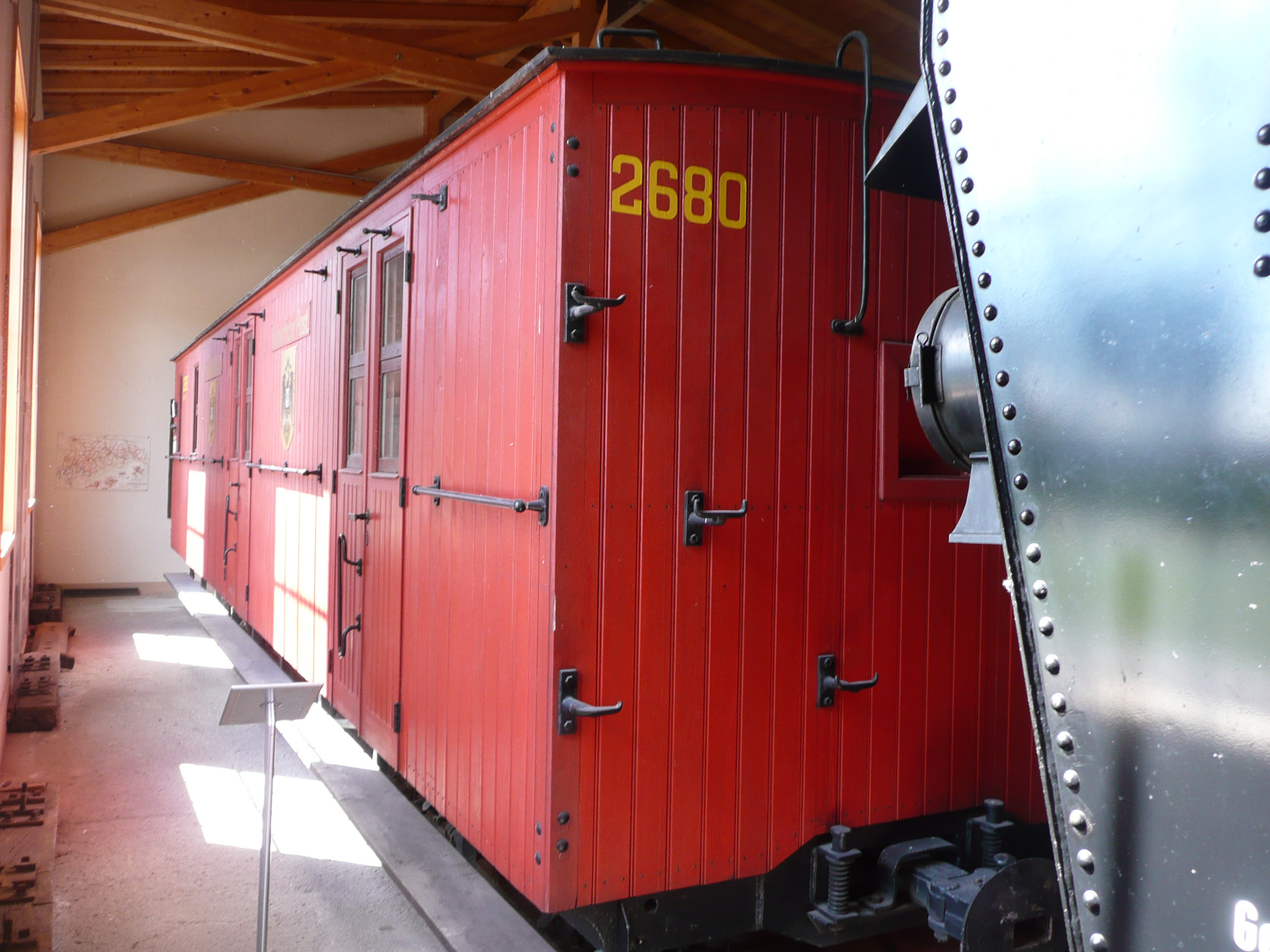
Bahnpostwagen 2680
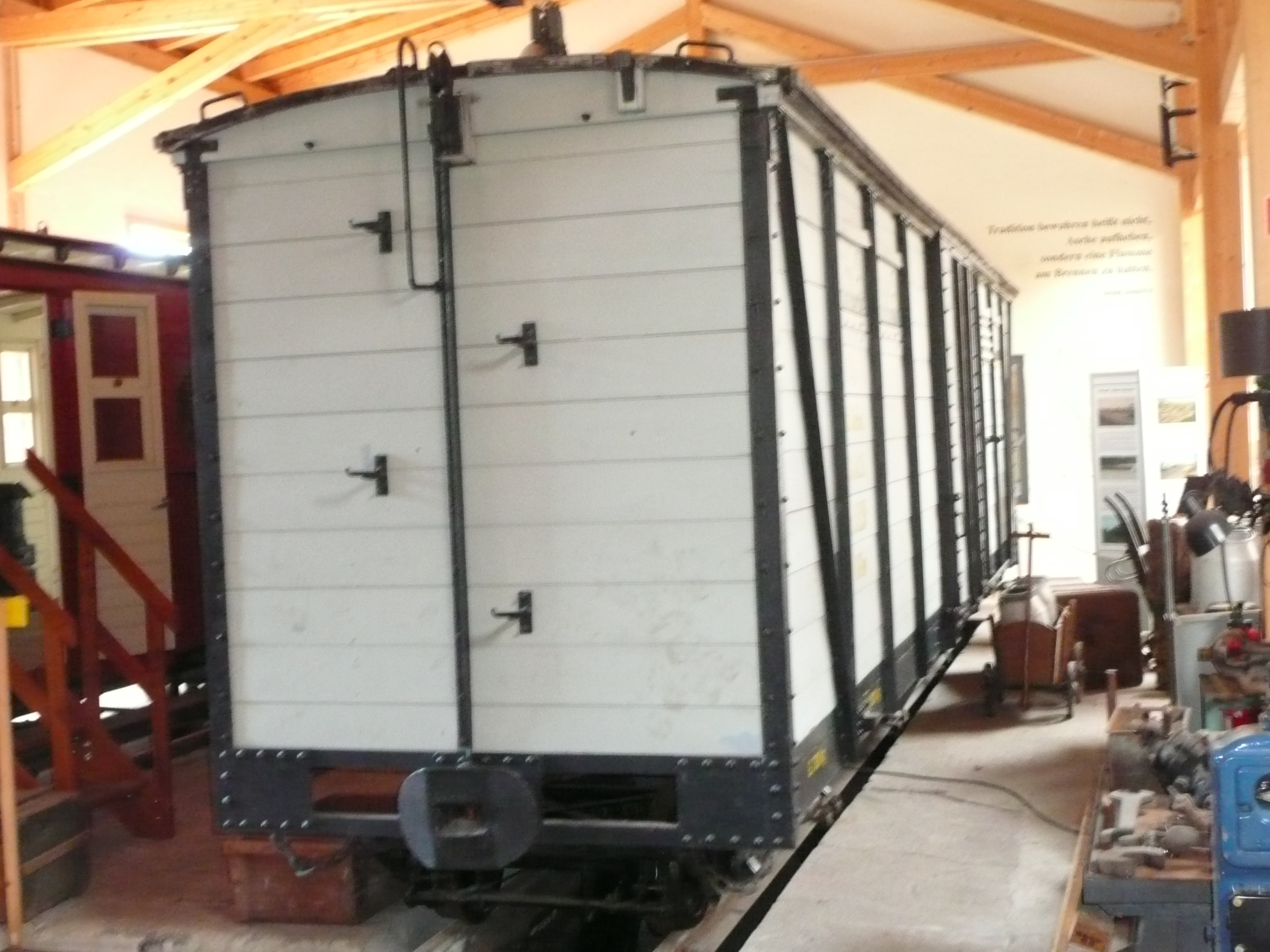
Vierachsiger gedeckter Güterwagen
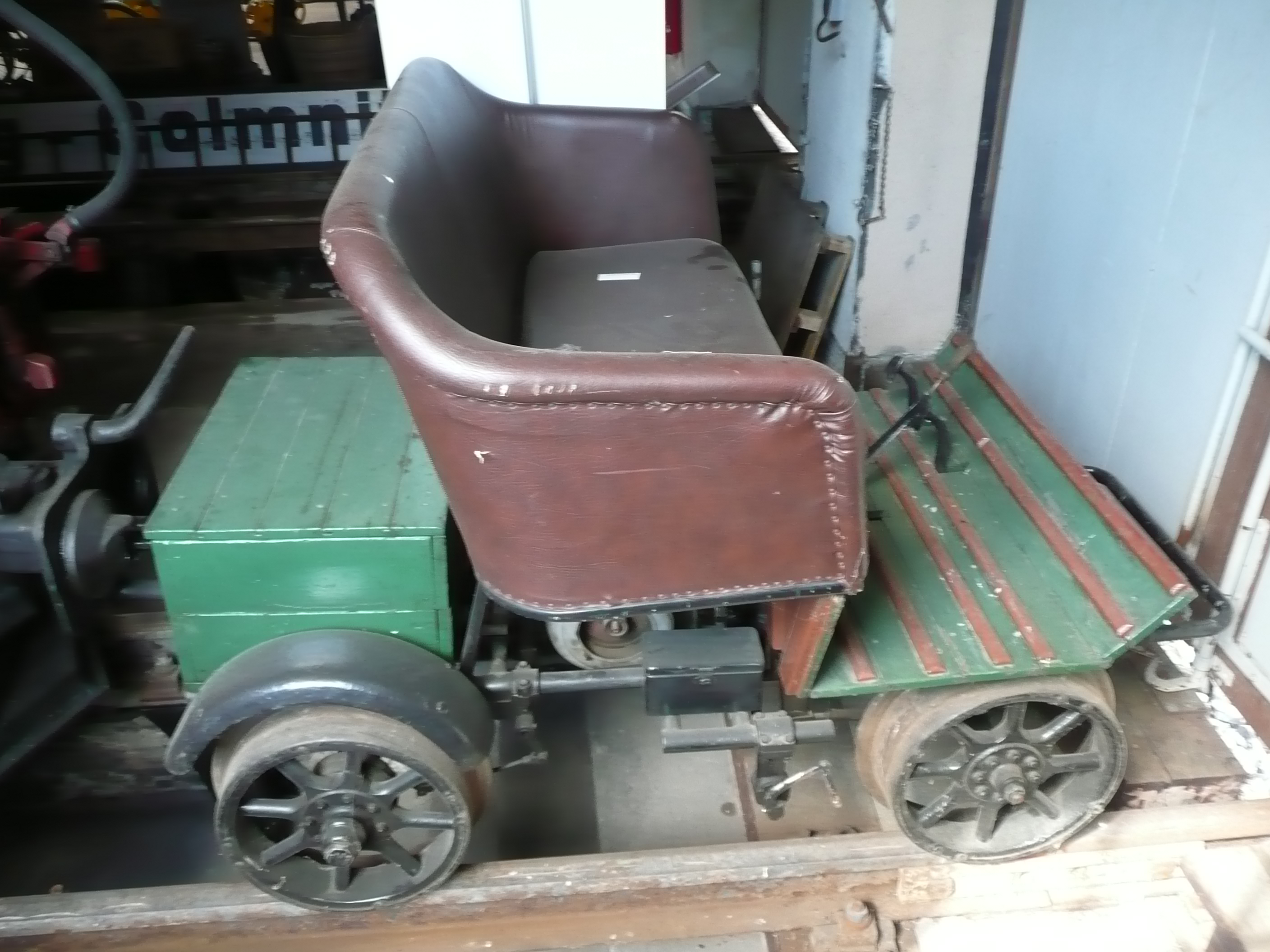
Motordraisine Bauart Simplex
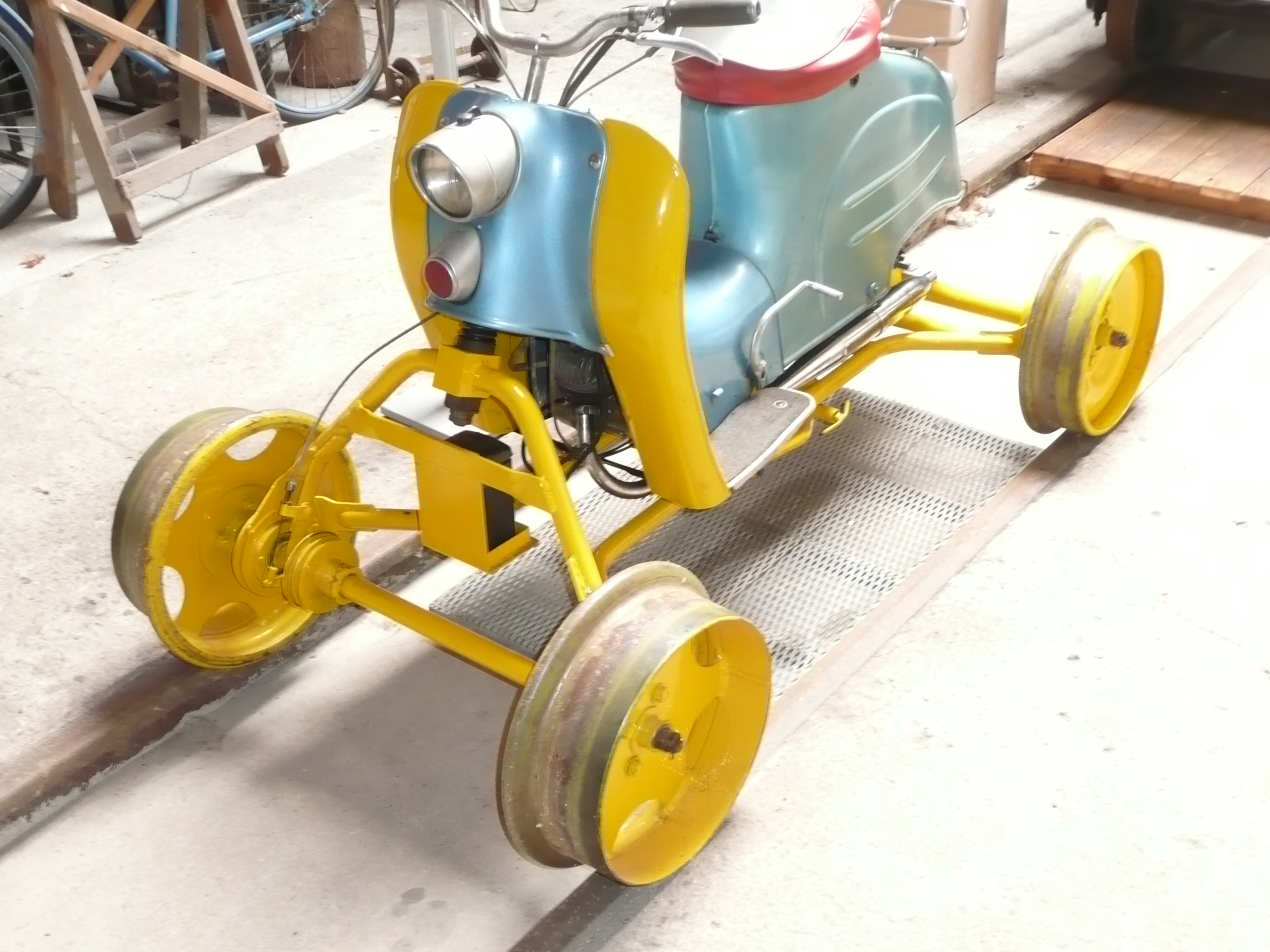
Mopeddraisine auf der Basis eines Simson KR 50
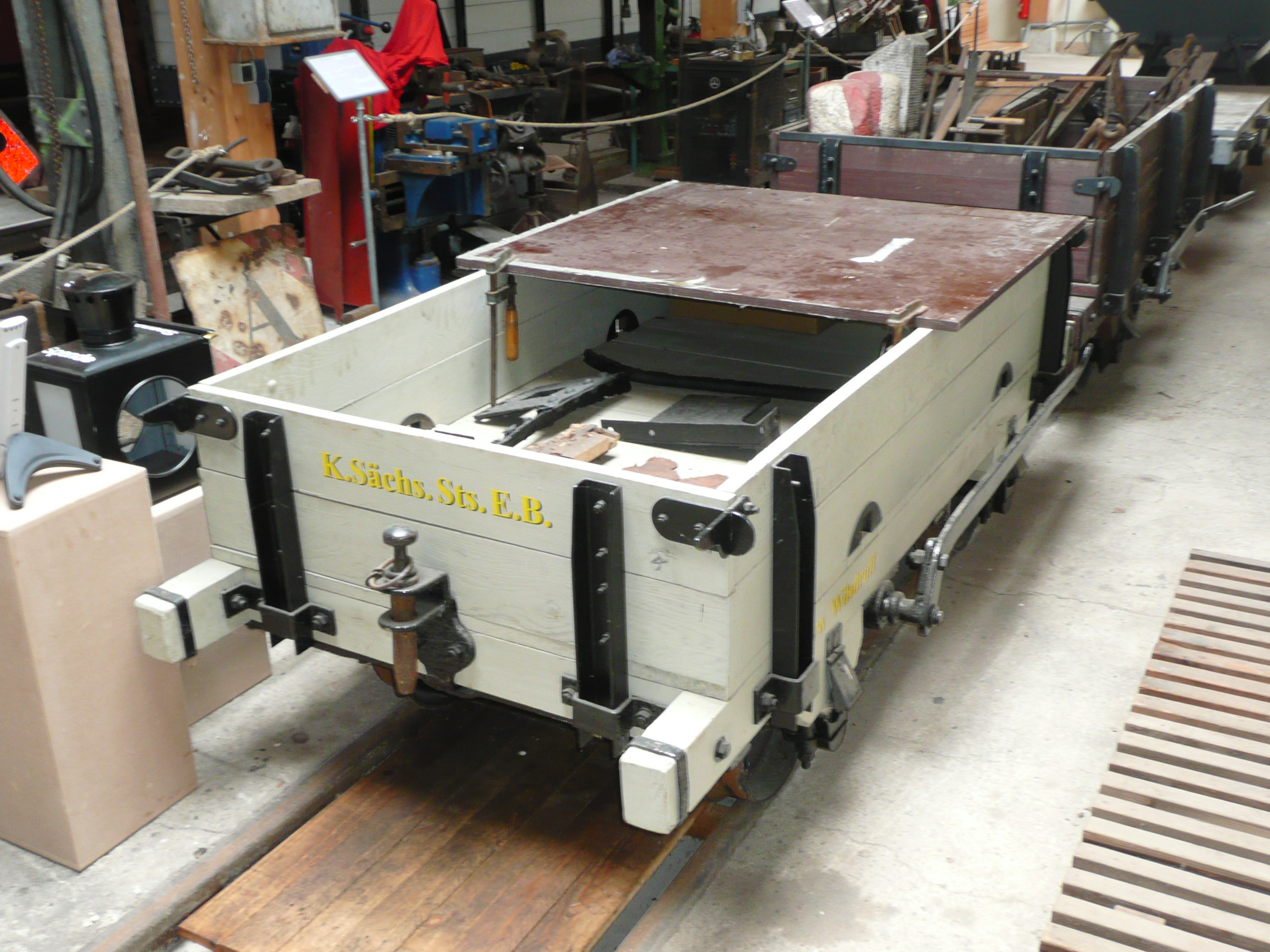
Bauwagen aus der Anfangszeit der Sächsischen Schmalspurbahnen
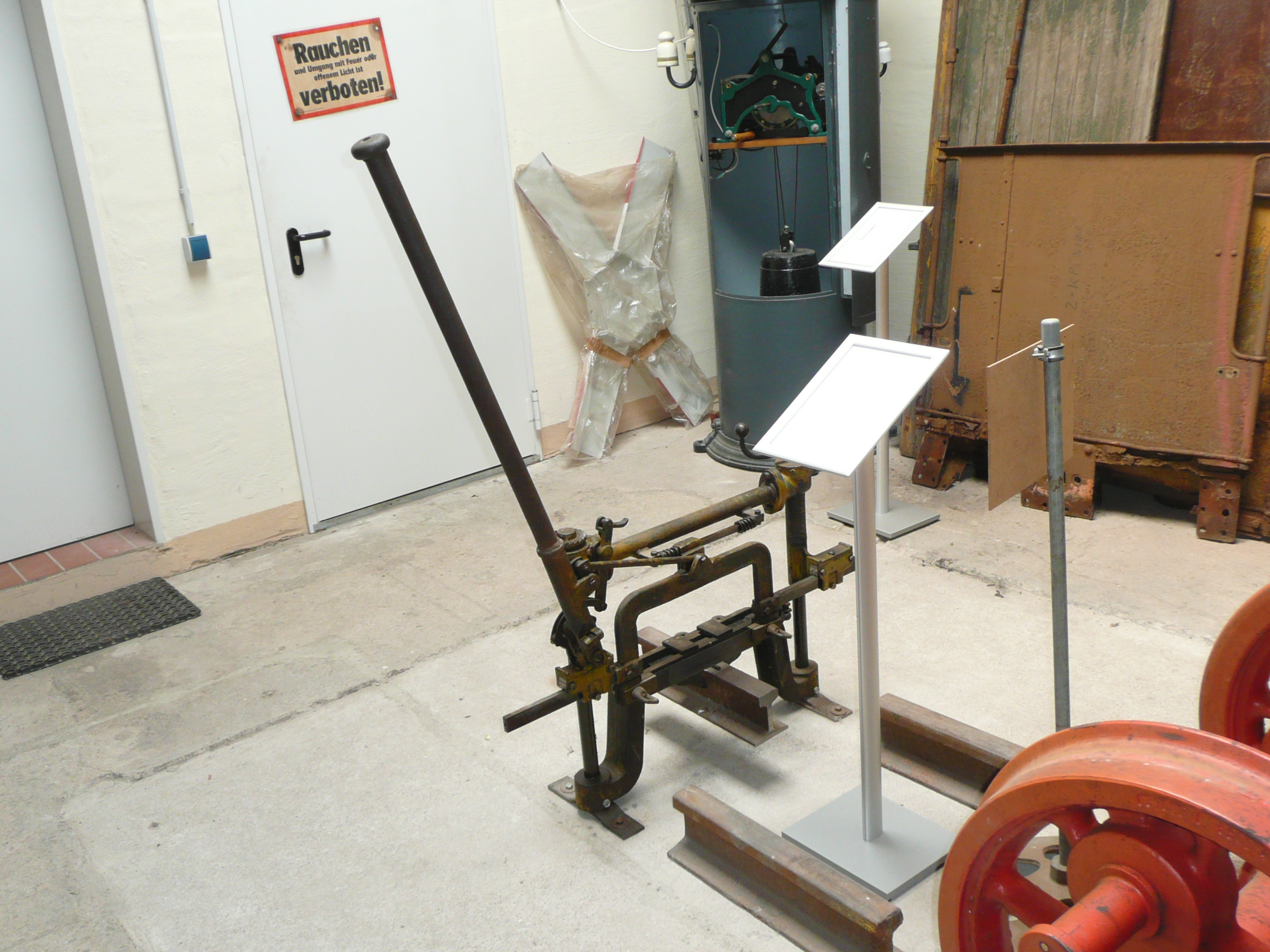
Schienensäge
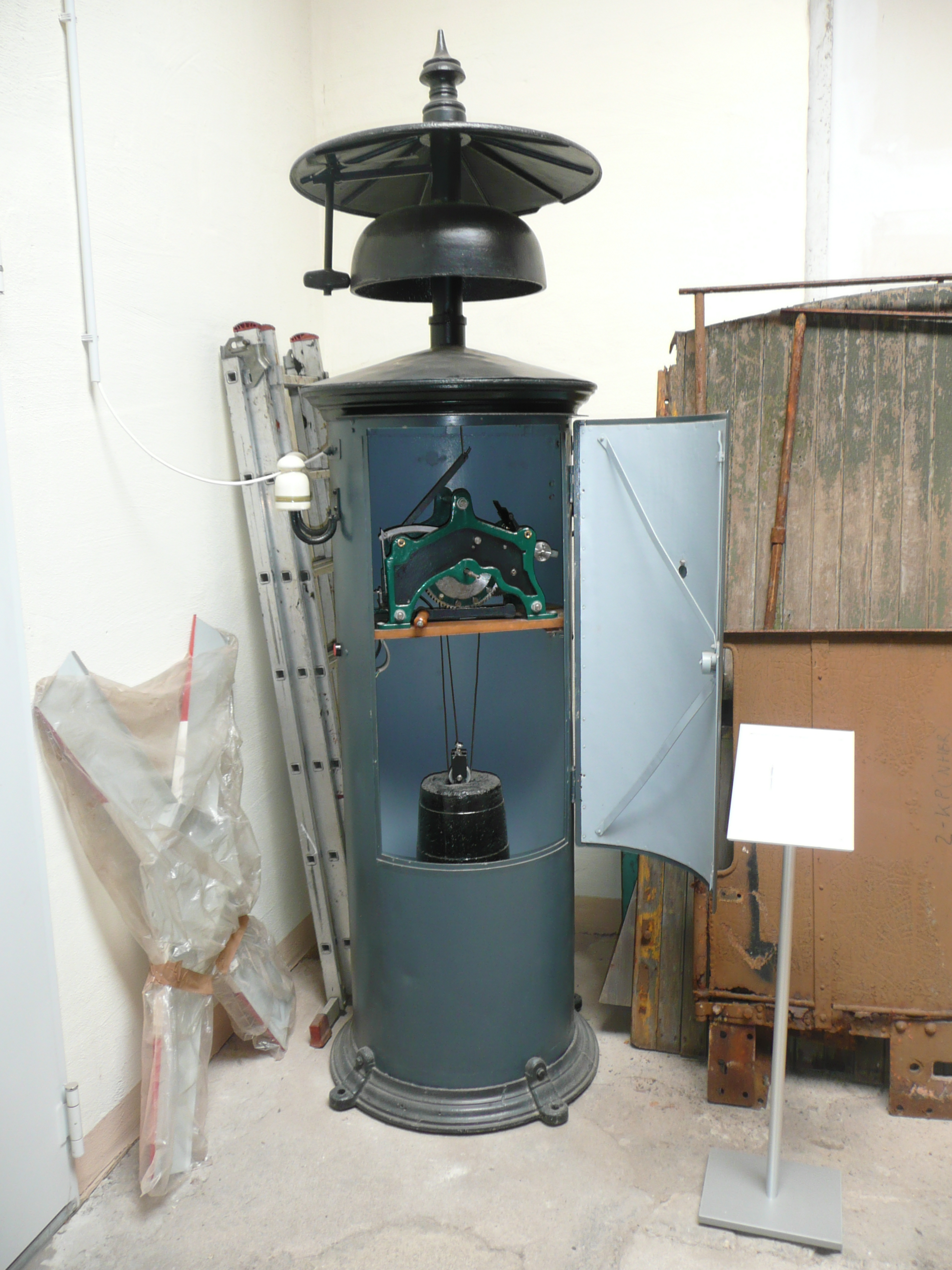
Läutewerk zur Zugmeldung